# Ed Rubinoff
Edward G. Rubinoff est un joueur américain de tennis, né à New York le 12 juillet 1935. Triple finaliste de l'US Open en double mixte.

## Biographie
Rubinoff est né à Brooklyn et a déménagé à Miami, à 10 ans. Il a été capitaine de l'équipe de Miami Beach High School tennis team avec laquelle il a remporté le simple et le double national en 1952, ce qui lui permit de recevoir une bourse d'études à l'Université de Miami ou il étudie le droit.
Il a été classé no 3 mondial en double mixte et atteint à trois reprises la finale de cette épreuve à l'US Open en 1963, 1964 et 1966. En simple il atteint les 1/8 à Roland garros en 1962 où il perd contre Ramanathan Krishnan (6-3, 6-4, 6-1). il n'a jamais participé à l'open d'Australie
Il remporte l'Orange Bowl Junior en simple en 1952 et en double mixte avec Sylvia Ger en 1953
Il a remporté le double mixte des Maccabiades en Israël avec Julie Heldman.
En 1966 il commence sa carrière d'avocat et en 1969 arrête pour de bon le tennis.
Rubinoff est membre (1976) et ancien président de l'University of Miami Sports Hall of Fame et membre du Florida Tennis Hall of Fame ainsi que président du conseil d'administration de la Greater Miami Tennis Fondation qui aide les jeunes défavorisés à jouer au tennis.
Il s'est marié avec Ann King et a adopté deux enfants, Robert et Laura.
Titres en simple
- 1953 : Ohio State championships
- 1953 : Miami
- 1953 : Ohio Valley
- 1954 : Tennessee Valley Invitation[7]

## Palmarès (partiel)

### Finales en double mixte
| No | Date       | Nom et lieu du tournoi                 | Catégorie | Surface      | Vainqueurs                      | Partenaire  | Score          |          |
| -- | ---------- | -------------------------------------- | --------- | ------------ | ------------------------------- | ----------- | -------------- | -------- |
| 1  | 28-08-1963 | US National Championships Forest Hills | G. Chelem | Gazon (ext.) | Margaret Smith Ken Fletcher     | Judy Tegart | 3-6, 8-6, 6-2  | Parcours |
| 2  | 02-09-1964 | US National Championships Forest Hills | G. Chelem | Gazon (ext.) | Margaret Smith John Newcombe    | Judy Tegart | 10-8, 4-6, 6-3 | Parcours |
| 3  | 01-09-1966 | US National Championships Forest Hills | G. Chelem | Gazon (ext.) | Donna Floyd Fales Owen Davidson | Carol Hanks | 6-1, 6-3       | Parcours |